# Cacio e pepe
Cacio i pepe és un plat de pasta de la cuina romana. «Cacio i Pepe» significa formatge i pebre en diversos dialectes del centre d'Itàlia. Com el nom suggereix, els ingredients d'aquest plat són tan sols pebre negre, formatge pecorino romà i pasta. L'única precaució a tenir en compte en la preparació d'aquest plat és reservar una mica de l'aigua de la cocció de la pasta: la calor fon el formatge, mentre que el midó en l'aigua ajuda a enllaçar el pebre i el formatge a la pasta. La recepta Cacio i pepe s'elabora amb espaguetis llargs i fins, com els tonnarelli o fideus.